# Temasek Holdings
Le Temasek Holdings est un fonds souverain de Singapour.

## Origine
Ce fonds est créé en 1974 pour regrouper les participations étatiques dans les nombreuses entreprises locales principalement non cotées. Il est nommé d'après l'ancien nom de Singapour, qui s'appelait Tumasik au XIVe siècle, comme l'atteste le Nagarakertagama, un poème écrit en 1365 à la gloire du roi Hayam Wuruk de Majapahit dans Java oriental.
Depuis mai 1981, le gouvernement de Singapour s'est doté d'un second fonds souverain, le GIC (Government of Singapore Investment Corporation), qui investit exclusivement hors du pays et en principe sur des sociétés cotées.

## Ressources
Temasek est un cas particulier dans l'univers des fonds souverains, car il ne reçoit aucune alimentation de la part de l'État singapourien. Il doit se désinvestir d'une position pour pouvoir effectuer un nouvel investissement. Il est pour autant considéré comme un fonds souverain par le FMI.

## Gestion
Aucune règle d’investissement ne régit à priori sa stratégie. On peut toutefois constater qu'il réalise plutôt des investissements à long terme.
Initialement la société réalisait la majorité de ses investissements sur le territoire de Singapour, la plupart du temps dans des sociétés non cotées. Depuis 2002, Temasek a adopté une stratégie plus offensive en choisissant d’investir hors de son territoire, réduisant ainsi les actifs nationaux à seulement 38 % de son portefeuille (2007).

## Transparence et audit
La communication financière, très travaillée, n’est pas forcément transparente, à l’image du régime politique du pays. Le fonds est noté respectivement AAA/Aaa par Standard & Poor’s et Moody’s, pour le risque Corporate.

## Encours et participations
Ce fonds gère début 2009 un portefeuille d’environ 134 milliards de dollars US (185 milliards de dollars de Singapour). Avec la crise financière de 2007-2010, il subit des pertes de plusieurs milliards de dollars et ses actifs ont fondu de 30 % entre mars 2008 et mars 2009 avant de remonter fin 2009.
Il gère plusieurs participations dans les divers secteurs suivants à Singapour.
- Telecoms et les Médias / actionnaire avec un taux de : 36 %
- Les Services Financiers / actionnaire avec un taux de : 21 %
- Les Transports & Logistique / actionnaire avec un taux de : 13 %
- Les Ressources & l'Énergie / actionnaire avec un taux de : 7 %
- L'Immobilier / actionnaire avec un taux de : 6 %
- Infrastructure -Ingénierie - Technologie / actionnaire avec un taux de : 8 %

Par ailleurs :
- Olam International (groupe agro-industriel) : détenu à 54 %
- PSA International (groupe portuaire de Singapour) : détenu avec un taux à 100 %
- Singapore Technology : détenu avec un taux à 100 %
- MediaCorp (groupe de médias) : détenu avec un taux à 100 %
- Singapore Telecommunications (Singtel) : détenu avec un taux à 65 %
- Singapore Mass Rapid Transit : détenu avec un taux à 52 %
- Singapore Airlines : détenu avec un taux à 57 %

Temasek a également des participations dans d'autres entreprises, en particulier Bank of China dont il est au 28 novembre 2007 le second plus gros actionnaire.